# Jambukandh
Jambukandh (nep. जम्वुकाँध) – gaun wikas samiti w zachodniej części Nepalu w strefie Bheri w dystrykcie Dailekh. Według nepalskiego spisu powszechnego z 2011 roku liczył on 1195 gospodarstw domowych i 6724 mieszkańców (3416 kobiet i 3308 mężczyzn).